# LL Cool J
Дже́ймс То́дд Сми́т (англ. James Todd Smith; род. 14 января 1968, Бэй-Шор, Нью-Йорк, США), более известный как LL Cool J, также встречается вариант написания L.L. Cool J (рус. ЭлЭл Кул Джей) — американский хип-хоп-исполнитель, автор песен, продюсер и актёр. Сценический псевдоним LL Cool J’я расшифровывается как «Ladies Love Cool James» (рус. «Дамы любят Крутого Джеймса»). За свою карьеру выпустил 14 студийных альбомов. Известность Джеймсу принесли его первые альбомы, «Radio» (1985) и «Bigger and Deffer» (1987). В конце 1980-х его аудитория уменьшилась из-за появления «Public Enemy» и «N.W.A», но Cool J вернулся на вершины хит-парадов со своим четвёртым альбомом «Mama Said Knock You Out» (1990), который сделал его одним из звёзд хип-хоп-музыки.

## Биография

### Ранние годы
Джеймс Тодд Смит родился в семье Джеймса и Ондреа Смит. Через несколько лет отношения у его родителей испортились, и в результате Джеймс переехал с мамой к своим бабушке и дедушке в район Сент-Олбанс в Куинсе, Нью-Йорк.
В детстве мальчик любил играть в футбол и петь в церковном хоре. Джеймс рос в музыкальной семье. Так, например, его дедушка играл на саксофоне, а мать — на аккордеоне. На своё тринадцатилетие Джеймс получил диджейскую установку. Вскоре он сделал первую запись.

### Начало карьеры
Свои первые демозаписи начинающий рэпер посылает на лейбл Def Jam Recordings, который почти сразу же подписывает с ним договор. В 1984 году звукозаписывающая компания выпускает сингл «I Need A Beat», который довольно быстро стал хитом. Чтобы сосредоточиться на создании дебютного альбома, LL Cool J бросил школу.

### «Radio» (1985)
В 1985 году LL Cool J выпускает свой дебютный альбом «Radio». Он был очень высоко оценён музыкальными критиками. В том же году альбом занимает 46-е место в Billboard 200 и 6-е место в Top R&B/Hip-Hop Albums. В 1986 году альбом получает золотой статус, а 1989 году — платиновый статус.

### «Bigger and Deffer» (1987)
Второй альбом LL Cool J, «Bigger and Deffer», выпущенный в 1987 году, становится мультиплатиновым, а девятая песня из этого альбома — рэп-баллада «I Need Love» — заняла 13-е место в 100 Greatest Rap Songs.
В 1988 году Cool J был номинирован на премию «American Music Award» как «Лучший соул/R&B-исполнитель мужского пола».

### «Walking with a Panther» (1989)
В 1989 году LL Cool J выпускает свой третий студийный альбом — «Walking with a Panther». Музыкальными критиками и любителями хип-хопа альбом был принят довольно сдержанно. Но несмотря на это, альбом получил платиновый статус, а Cool J был номинирован на премию «Грэмми» за лучшее рэп-исполнение.

### «Mama Said Knock You Out» (1990)
В конце 80-х тематика хип-хопа стала более социальной. К этому времени популярность LL Cool J пошла на убыль из-за оптимистичности его песен и однообразности репертуара. Альбом «Mama Said Knock You Out», вышедший в 1990 году, вернул рэперу былую репутацию и популярность. Помимо премии канала MTV за лучшее рэп-видео к хиту «Mama Said Knock You Out», в 1991 году Cool J получил премию «Грэмми» за лучшее сольное рэп-исполнение той же песни. Альбом стал мульплатиновым. Сингл также вошёл в саундтрек к фильму «Напролом», в котором снялся и сам LL Cool J.

### «14 Shots to the Dome» (1993)
В 1993 году уже выходит 5-й альбом LL Cool J — «14 Shots To The Dome», который получил статус золотого. В марте 1994 года Cool J был номинирован на «Грэмми» за лучшее сольное рэп-исполнение в песне «Stand By Your Man». 10 апреля 1995 года на NBC выходит телесериал «В доме», где певец сыграл одну из главных ролей.

### «Mr. Smith» (1995)
В ноябре 1995 года LL Cool J выпускает очередной альбом под названием «Mr. Smith». Он получил статус мультиплатинового и принёс рэперу огромный успех. Главными хитами из того альбома стали синглы «Doin’ It» и «Loungin». Через некоторое время за сингл «Hey Lover» Cool J получает вторую «Грэмми».Это пока что последний мультиплатиновый альбом певца.

### «Phenomenon» (1997)
Летом 1997 года в продажу поступает автобиографическая книга рэпера «I Make My Own Rules», которую он написал совместно с известной журналисткой Карен Хантер. Затем выходит седьмой альбом LL Cool J’я — «Phenomenon», который получил платиновый статус.
В это же время начинается биф Cool J с рэпером Canibus’ом. Всё началось с того, что LL Cool J пригласил Canibus’а принять участие в записи сингла «4, 3, 2, 1» вместе с рэперами Method Man’ом, Redman’ом и DMX’ом. Во время записи Cool J’ю не понравилась строчка Canibus’а «Yo L, is that a mic on your arm? Lemme borrow that», и он тут же написал свой куплет, где в язвительной форме ответил Canibus’у. Последний сказал, что лишь хотел отдать дань уважения LL Cool J’я. Тогда Cool J попросил Canibus’а заменить свою строчку и взамен обещал переписать свой куплет. Canibus переписал строчку, а Cool J оставил свой куплет без изменений. Canibus узнал об этом только после выхода трека.
Canibus, в свою очередь, приготовил ответную запись «Second Round K.O.», в клипе на которую снялся известный боксёр Майк Тайсон. Трек вошёл в дебютный альбом Canibus’а. LL Cool J ответил треком «The Ripper Strikes Back» и «Back Where I Belong». На оба трека Canibus ответил своим «Rip the Jacker».
Биф закончился тем, что Canibus покинул Def Jam Recordings.
В 1998 году, совместно с Dr.Dre выпустил клип на песню Zoom.
В 1999 году выходят сразу три фильма, в которых Cool J сыграл одни из главных ролей: «Глубокое синее море», «На дне бездны» и «Каждое воскресенье».

### «G.O.A.T. Featuring James T. Smith: The Greatest of All Time» (2000)
В 2000 году LL Cool J выпускает альбом под названием «G.O.A.T. Featuring James T. Smith: The Greatest of All Time». «G.O.A.T.» был восторженно принят слушателями и музыкальными критиками, и получил платиновый статус. На сегодняшний день, это последний альбом исполнителя, который стал платиновым.

### «10» (2002)

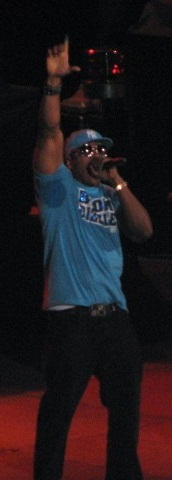
LL Cool J на концерте в Финиксе, штат Аризона

Следующий альбом LL Cool J, «10», выпущенный в 2002 году, получает золотой статус. Хитами из этого альбома стали сингл «All I Have», который Cool J записал совместно с Дженнифер Лопес, и сингл «Paradise», записанный в дуэте с R&B-исполнительницей Amerie. В том же году LL Cool J выпускает книгу для детей «And The Winner Is…».

### «The DEFinition» (2004)
В 2004 году выходит 10-й студийный альбом рэпера — «The DEFinition», ставший впоследствии золотым. Продюсерами альбома выступили Тимбалэнд и R. Kelly. Благодаря «The DEFinition» в 2005 году LL Cool J был номинирован на «Грэмми» за лучший рэп-альбом.

### «Todd Smith» (2006)

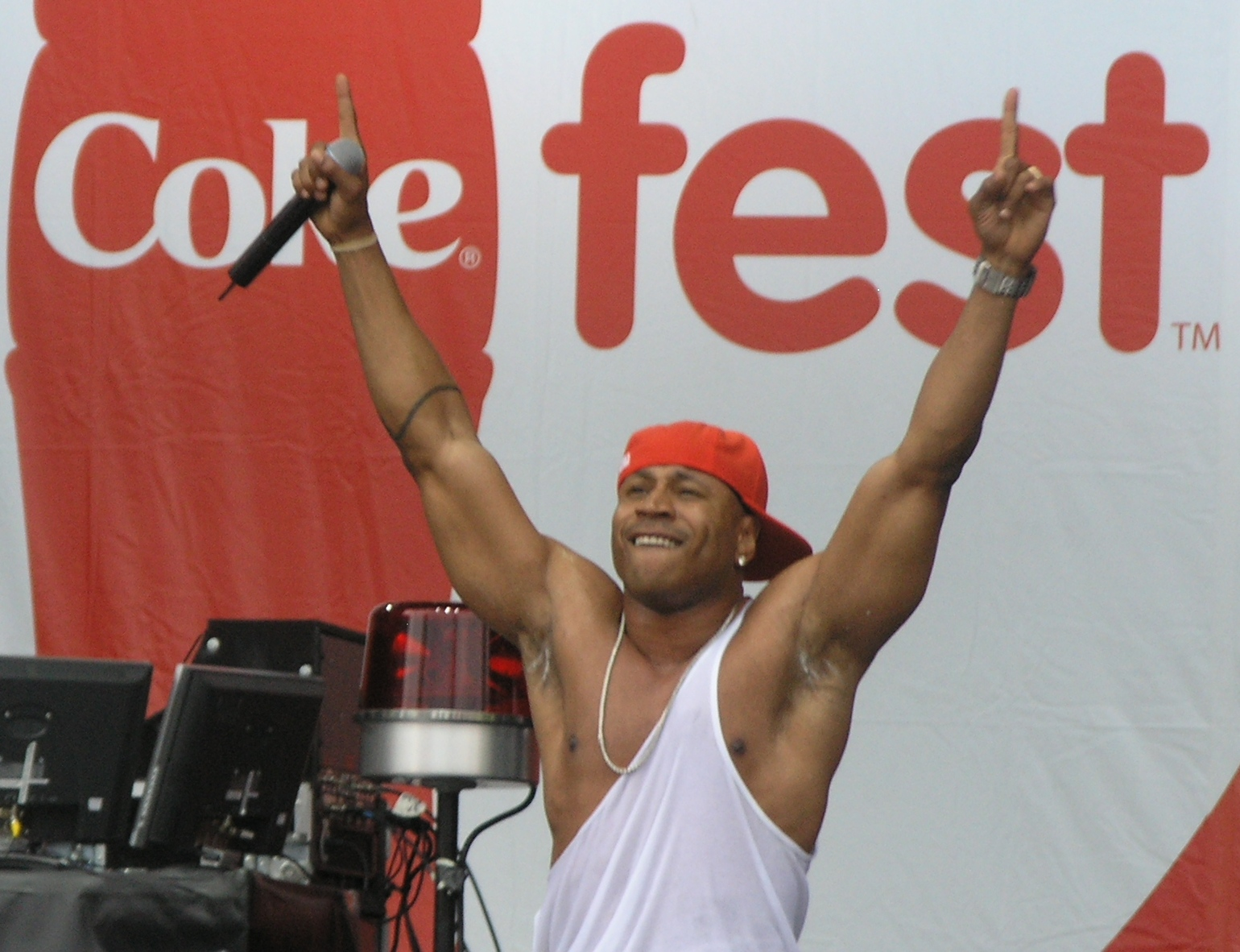
На выступлении в Атланте, 2007 год

11-й студийный альбом рэпера, «Todd Smith», вышел 11 апреля 2006 года. Продюсерами альбома выступили Фаррелл и Скотт Сторч. Этот альбом является, пока что, последним золотым в дискографии рэпера..
Также в 2006 году LL Cool J вместе со своим персональным тренером Дэйвом Хонигом написал книгу о фитнесе, «The Platinum Workout». Четвёртая книга рэпера, «LL Cool J (Hip-Hop Stars)», была написана в 2007 году.

### «Exit 13» (2008)
В июле 2006 года LL Cool J объявил о том, что он собирается выпустить очередной студийный альбом. Первоначальное название альбома было «Todd Smith Pt. 2: Back to Cool».
Этот альбом Cool J выпустил 9 сентября 2008 года под названием «Exit 13». Он стал последним альбомом LL Cool J, записанным на лейбле Def Jam Recordings после более чем 20-летнего сотрудничества. Изначально, исполнительным продюсером альбома должен был стать 50 Cent, но в результате Cool J сам выступил в этой роли, а 50 Cent принял участие в записи сингла «Feel My Heart Beat».

### «Authentic» (2013)
Тринадцатый студийный альбом хип-хоп исполнителя LL Cool J. Первоначальное название релиза было «Authentic Hip Hop». Альбом вышел 30 апреля 2013 года. Данный диск получил смешанные отзывы в прессе.

### «The FORCE» (2024)
Летом 2014 года, рэпер объявил об очередном релизе. В октябре стало известно, что он станет сиквелом альбома «G.O.A.T.» четырнадцатилетней давности. Первоначально выход пластинки планировался на тот же год, но потом его перенесли ориентировочно на 2016-й. В марте 2016 года рэпер объявил про выход нового альбома, а данный проект был отложен на неопределённый срок.
В сентябре 2019 года LL Cool J вернулся на Def Jam. Лейбл, как сообщается, не может разглашать, когда рэпер выпустит новую музыку, но сказали, что это «может быть» в ближайшее время.

### Бизнес-карьера
Также LL Cool J выпустил линию своей собственной одежды под названием «Todd Smith». По словам рэпера, это одежда преимущественно для состоятельных людей, в то время как будет и линия для людей с меньшим достатком под названием «T.S.».
В 1993 году Cool J основал лейбл «P.O.G.» (англ. Power of God) и компанию «Rock The Bells». Позже он основал другой лейбл, «Platinum Harvest».
По словам LL Cool J’я, какое-то время он был совладельцем Def Jam Recordings, но затем продал свою часть собственности. Он также отказался от роли президента Def Jam, мотивируя это тем, что у него недостаточно опыта.

### Личная жизнь
В настоящее время проживает в Манхассете, штат Нью-Йорк вместе с женой и четырьмя детьми.

## Дискография

### Студийные альбомы
- Radio (1985)
- Bigger and Deffer (1987)
- Walking with a Panther (1989)
- Mama Said Knock You Out (1990)
- 14 Shots to the Dome (1993)
- Mr. Smith (1995)
- Phenomenon (1997)
- G.O.A.T. (Greatest Of All Time) (2000)
- 10 (2002)
- The DEFinition (2004)
- Todd Smith (2006)
- Exit 13 (2008)
- Authentic (2013)
- The FORCE (2024)

### Сборники
- All World: Greatest Hits (1996)
- All World 2 (2009)

## Фильмография

### Кинофильмы
| Год  | Русское название                  | Оригинальное название         | Роль                    |
| ---- | --------------------------------- | ----------------------------- | ----------------------- |
| 1985 | Краш Грув                         | Krush Groove                  | Камео                   |
| 1986 | Дикие коты                        | Wildcats                      | Рэпер                   |
| 1991 | Напролом                          | The Hard Way                  | Билли                   |
| 1992 | Игрушки                           | Toys                          | Патрик Зево             |
| 1995 | Не похожий на других              | Out-of-Sync                   | Джейсон Джулиан         |
| 1997 | Касание                           | Touch                         | Камео                   |
| 1997 | Темнокожие американские принцессы | B*A*P*S                       | Камео                   |
| 1998 | Чёрный бизнес                     | Caught Up                     | Роджер                  |
| 1998 | Ву                                | Woo                           | Дэррилл                 |
| 1998 | Хэллоуин: 20 лет спустя           | Halloween H20: 20 Years Later | Рональд Джонс           |
| 1999 | Глубокое синее море               | Deep Blue Sea                 | Шерман Дадли            |
| 1999 | На дне бездны                     | In Too Deep                   | Дуэйн Гиттенс           |
| 1999 | Каждое воскресенье                | Any Given Sunday              | Джулиан Вашингтон / Бог |
| 2000 | Ангелы Чарли                      | Charlie’s Angels              | Мистер Джонс            |
| 2001 | На том свете                      | Kingdom Come                  | Рэй Слоукамб            |
| 2002 | Роллербол                         | Rollerball                    | Маркус Ридли            |
| 2003 | Избавьте наc от Евы               | Deliver Us from Eva           | Рэймонд Адамс           |
| 2003 | S.W.A.T.: Спецназ города Ангелов  | S.W.A.T.                      | Дикон Кей               |
| 2004 | Охотники за разумом               | Mindhunters                   | Гейб Дженсен            |
| 2005 | Эдисон                            | Edison                        | Рафаэль Дид             |
| 2005 | Ярость                            | Slow Burn                     | Лютер Пинкс             |
| 2006 | Последний отпуск                  | Last Holiday                  | Шон Уильямс             |
| 2008 | Сделка                            | The Deal                      | Бобби Мейсон            |
| 2013 | Забойный реванш                   | Grudge Match                  | Фрэнки Брайт            |

### Телевидение
| Год       | Русское название              | Оригинальное название                      | Роль                | Примечания                                                            |
| --------- | ----------------------------- | ------------------------------------------ | ------------------- | --------------------------------------------------------------------- |
| 1994      | Приключения Пита и Пита       | The Adventures of Pete & Pete              | Учитель Пита        | Сериал; снялся в одной серии                                          |
| 1995-1999 | В доме                        | In the House                               | Мэрион Хилл / Камео | Сериал; снялся в 76 сериях; также исполнительный консультант 28 серий |
| 1996      | Право не отвечать на вопросы  | The Right To Remain Silent                 | Чарльз Тейлор       | Телефильм                                                             |
| 1998      | Тюрьма Оз                     | Oz                                         | Джигги Уолкер       | Сериалы; снялся по одной серии                                        |
| 2005      | Доктор Хаус                   | House                                      | Кларенс             | Сериалы; снялся по одной серии                                        |
| 2007      | Студия 30                     | 30 Rock                                    | Ридикулус           | Сериалы; снялся по одной серии                                        |
| 2007      | Человек                       | The Man                                    | Мэнни Бакстер       | Телефильм; также продюсер                                             |
| 2009      | Вторая Мировая Война в HD     | WWII in HD                                 | Шелби Уилсбрук      | Документальный сериал; озвучил одну серию                             |
| 2009      | Морская полиция: Спецотдел    | NCIS: Naval Criminal Investigative Service | Сэм Ханна           | Сериал; снялся в двух сериях                                          |
| 2009-2023 | Морская полиция: Лос-Анджелес | NCIS: Los Angeles                          | Сэм Ханна           | Сериал; снялся в 216 сериях                                           |
| 2012      | Гавайи 5.0                    | Hawaii Five-0                              | Сэм Ханна           | Сериал; снялся в одной серии                                          |
| 2017      | Американский папаша           | American Dad!                              | Сэм Ханна           | Мультсериал; озвучил одну серию                                       |

### Ведущий
| Год       | Название                                                                 | Роль            | Примечания                 |
| --------- | ------------------------------------------------------------------------ | --------------- | -------------------------- |
| 1990      | Saturday Morning Videos                                                  | Ведущий         |                            |
| 1991      | It’s Showtime at the Apollo                                              | Ведущий         | В первом выпуске           |
| 1996      | The 10th Annual Soul Train Music Awards                                  | Соведущий       | Церемонии награждений      |
| 1997      | The 11th Annual Soul Train Music Awards                                  | Соведущий       | Церемонии награждений      |
| 1997      | Безумное телевидение                                                     | Ведущий         | В одном выпуске            |
| 1998      | 4th Annual Soul Train Lady of Soul Awards                                | Соведущий       | Церемонии награждений      |
| 2001      | The 28th Annual American Music Awards                                    | Соведущий       | Церемонии награждений      |
| 2004      | The 2nd Annual Vibe Awards                                               | Соведущий       | Церемонии награждений      |
| 2007      | 38th NAACP Image Awards                                                  | Ведущий         | Церемонии награждений      |
| 2009      | Модный контроль                                                          | Ведущий         | В одном выпуске            |
| 2009      | The Grammy Nominations Concert Live!: Countdown to Music’s Biggest Night | Ведущий         | Концерт, также продюсер    |
| 2012      | The 54th Annual Grammy Awards                                            | Ведущий         | Церемония награждения      |
| 2012      | GRAMMY Nominations Concert Live: Countdown to Music’s Biggest Night      | Ведущий         | Концерт                    |
| 2013      | The 55th Annual Grammy Awards                                            | Ведущий         | Церемония награждений      |
| 2013      | Mayweather                                                               | Текст за кадром | Документальный телефильм   |
| 2014      | The 56th Annual Grammy Awards                                            | Ведущий         | Церемония награждения      |
| 2014      | The Night That Changed America: A Grammy Salute to the Beatles           | Ведущий         | Концерт                    |
| 2014      | Развлечения сегодня вечером                                              | Соведущий       | В одном выпуске            |
| 2015      | The 57th Annual Grammy Awards                                            | Ведущий         | Церемония награждения      |
| 2015      | Stevie Wonder Songs in the Key of Life an All Star Grammy Salute         | Ведущий         | Концерт                    |
| 2015-2019 | Битва фонограмм                                                          | Ведущий         | Также продюсер             |
| 2016      | The 58th Annual Grammy Awards                                            | Ведущий         | Церемония награждения      |
| 2016      | Разговор                                                                 | Соведущий       | В одном выпуске            |
| 2018      | История успеха                                                           | Текст за кадром | Документальный мини-сериал |

## Награды
- 1987 — премия «Soul Train Music Award» за лучший рэп-сингл («I Need Love»)
- 1991 — премия «MTV Video Music Awards» за лучшее рэп-видео («Mama Said Knock You Out»)
- 1991 — премия «Грэмми» за лучшее сольное рэп-исполнение («Mama Said Knock You Out»)
- 1996 — премия «Грэмми» за лучшее сольное рэп-исполнение («Hey Lover»)
- 1996 — премия «NAACP» — лучший рэп-исполнитель («Mr. Smith»)
- 1997 — премия «NAACP» — лучший рэп-исполнитель («Mr. Smith»)
- 1997 — премия «MTV Movie Awards» за достижения в музыкальной карьере
- 2000 — премия «Blockbuster Entertainment» — любимый актёр вспомогательного состава («Глубокое синее море»)
- 2001 — премия «NAACP» — выдающийся хип-хоп/рэп-исполнитель («G.O.A.T.»)
- 2003 — премия «NAACP» — выдающийся исполнитель («Mr. Smith»)
- 2003 — премия Куинси Джонса за выдающиеся карьерные успехи в индустрии развлечений
- 2007 — зал славы «Long Island Music»
- 15 премий «The New York Music»
- 10 премий «Soul Train Music Awards»
- Одна премия «Billboard Music Awards»
- Одна премия «Rock The Vote»
- Одна премия «Source Foundation Image»